# Kaisan
Kaisan (開山) est un mot japonais qui désigne le fondateur d'une école de bouddhisme ou l'abbé fondateur d'un monastère zen. Le terme signifie littéralement « fondateur de la montagne » ou encore « ouvrir une montagne ». Les monastères Ch'an de Chine et du Japon sont en effet traditionnellement construits dans les régions montagneuses. Le nom de la montagne sur laquelle ils sont installés est marqué sur leur façade comme l'est celui de leur moine fondateur.